# سرخس الجرف الألبي
سرخس الجرف الألبي (الاسم العلمي: Woodsia alpina) هي نوع من السراخس يتبع جنس السرخس الجرف من فصيلة السراخس الجرف.